# Гассман, Витторио

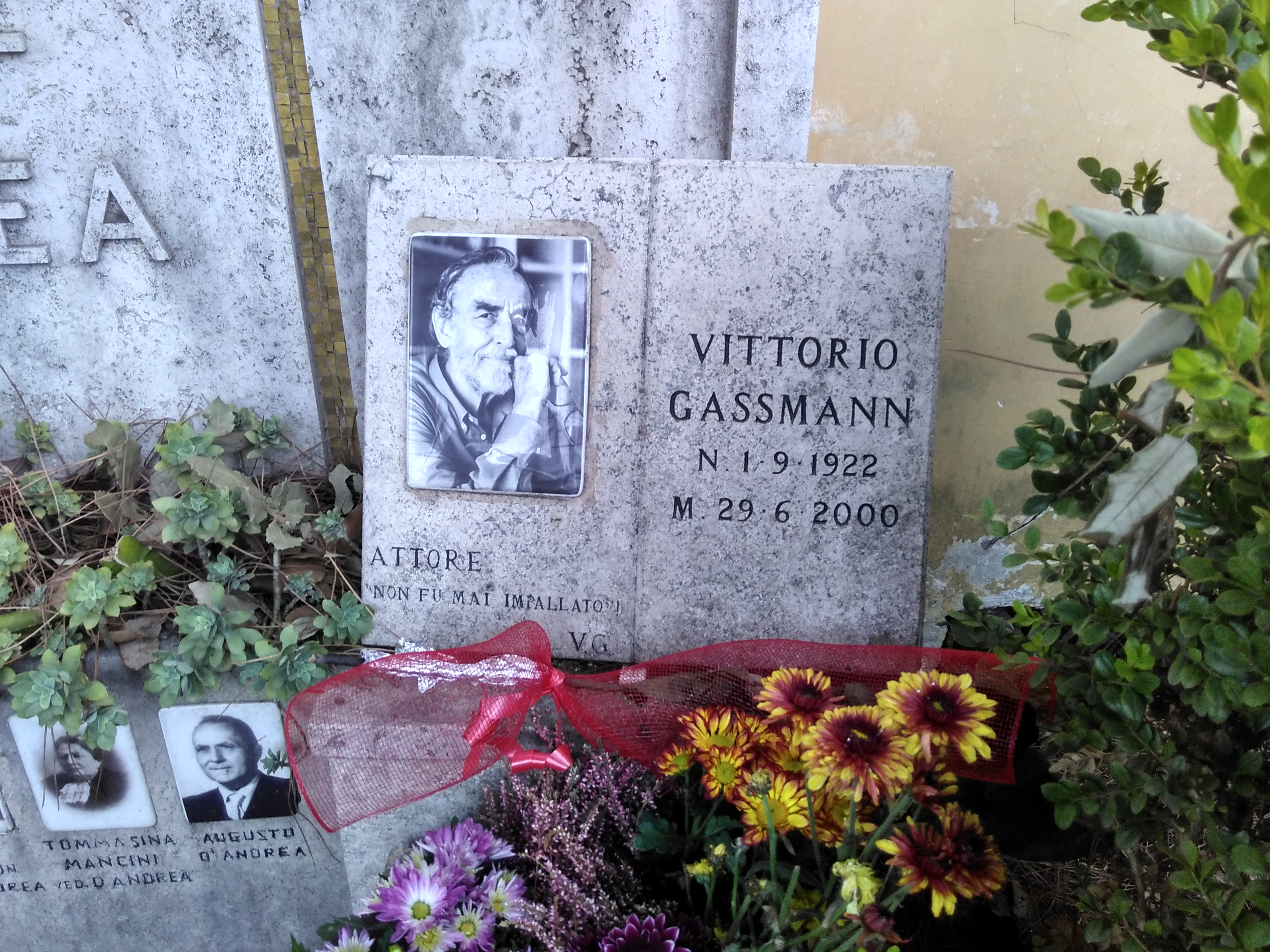
Могила Витторио Гассмана. Рим. Кладбище Кампо Верано.

Витто́рио Га́ссман (итал. Vittorio Gassman, 1 сентября 1922 — 29 июня 2000) — итальянский актёр и режиссёр театра и кино. В последние годы жизни проявил склонность к литературному творчеству. 7-кратный лауреат премии «Давид ди Донателло» за лучшую мужскую роль.

## Биография
Витторио Гассман родился в пригороде Генуи. Его отец — немецкий инженер Генрих Гассманн (став актёром, одно «н» Витторио из своей фамилии убрал), мать — пизанка Луиза Амброн, еврейка по национальности. В детстве перебрался в Рим, где окончил классический лицей, а затем — Национальную академию драматического искусства.
Дебютировал на театральной сцене в Милане (1943), в кино — в 1945 (фильм «Встреча с Лаурой» К. А. Феличе; плёнка утрачена). Славу на театральных подмостках принесли Гассману роли в постановках Лукино Висконти «Гамлет» и «Табачная дорога» (по пьесе Джека Киркланда). В 1948 году Гассман сыграл роль Джакомо Казановы в мелодраме Р. Фреда «Таинственный кавалер». Однако по-настоящему знаменитым его сделала роль уголовника Вальтера в неореалистическом фильме Джузеппе Де Сантиса «Горький рис» (1949).
В 1952 году возглавил созданный им «Театр итальянского искусства».
В 1956 году сыграл в спектакле «Отелло» и впервые выступил как кинорежиссёр, перенеся на экран свой спектакль «Кин, или Гений и распутство» (по пьесе Дюма-отца о великом английском актёре Э. Кине), в соавторстве с начинающим кинорежиссёром Ф. Рози. В 1958 году сыграл небольшую роль в экранизации повести Пушкина «Капитанская дочка», осуществлённой Альберто Латтуада под названием «Буря».
В 1964-1968 годах был женат на актрисе Жюльет Майниель, которая родила сына Алессандро, также ставшего актёром.

## Творческий диапазон

### Комедия по-итальянски
Если в начале своей карьеры Гассман считался именно мастером драматических ролей, то начиная с 1958, благодаря встрече с Марио Моничелли, Гассман выдвинулся в первый ряд актёров «комедии по-итальянски». Приверженцы этого жанра отказались от чистой буффонады и обратились к исследованию комических аспектов повседневности в их неразрывной связи с драматическим началом (под влиянием установок неореализма). Моничелли снял Гассмана в фильмах «Злоумышленники неизвестны» (считается, что именно эта картина положила начало «комедии по-итальянски»), «Большая война», «Гостиничный номер», в дилогии о Бранкалеоне, а в фильме «Россини! Россини!» запечатлел Гассмана в роли Людвига ван Бетховена; Витторио Де Сика — в фильме «Страшный суд»; Марко Феррери — в фильме «Аудиенция».

### Востребованность за рубежом

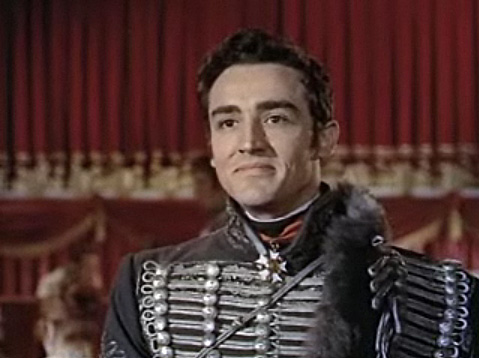
В. Гассман в роли Анатоля Курагина в фильме К. Видора «Война и мир»

Талант Гассмана обратил на себя внимание и за пределами Италии, причём предложения поступали со стороны очень известных режиссёров. Он снялся в двух картинах американца Роберта Олтмена; в весьма вольной экранизации «Бури» Шекспира, осуществлённой ещё одним американским режиссёром — Полом Мазурски, а также у такого крупного мастера французского кино, как Ален Рене. Наконец, поляк Кшиштоф Занусси пригласил Гассмана на главную роль в одном из наиболее углублённо-философских своих фильмов — «Парадигма».

### Гассман и Дино Ризи
Чаще всего Гассман снимался у известного итальянского комедиографа Дино Ризи. Их сотрудничество началось в 1960 году; в общей сложности Гассман снялся в пятнадцати фильмах режиссёра. Среди них наибольшего внимания заслуживают два: состоящая из отдельных новелл картина «Чудовища», где Гассману довелось сыграть двенадцать ролей, в том числе одну женскую, и трагикомедия «Запах женщины». За роль слепого офицера Фаусто в «Запахе женщины» Гассман был удостоен приза как лучший исполнитель мужской роли на МКФ в Канне (1975). В последний раз Гассман снялся у Ризи в фильме «Просьба не беспокоиться» (1990), виртуозно воссоздав образ отринутого своей семьей, не вполне адекватного психически старика, единственным другом которого является его внучка.

## Гассман в сознании отечественного зрителя
Для отечественного зрителя Витторио Гассман ассоциируется, прежде всего, с фильмом Дино Ризи «Именем итальянского народа» (в советском прокате — «Полмиллиарда за алиби»), с премированным на IX МКФ в Москве лирическим кинороманом Этторе Скола «Мы так любили друг друга» и с лучшим фильмом Валерио Дзурлини, кафкианской притчей «Татарская пустыня». Фильм бельгийского режиссёра Андре Дельво «Бенвенута», хотя и был в советском прокате, но не слишком запомнился нашим зрителям. Не очень известна у нас и экранизация «Войны и мира» Толстого, выполненная Кингом Видором, в которой Гассман сыграл Анатоля Курагина.

## Награды
- 1971 — приз лучшему актёру Сан-Себастьянского кинофестиваля за роль в фильме «Бранкалеоне в крестовых походах»
- 1996 — на МКФ в Венеции Витторио Гассману был присужден почётный «Золотой Лев» за творческую деятельность в кино
- 1996 ─ Премия «Золотой глобус» (Италия) за достижения в карьере[1]

### Государственные награды Италии
- Кавалер Большого креста ордена «За заслуги перед Итальянской Республикой» (16 марта 1994)[2]
- Великий офицер ордена «За заслуги перед Итальянской Республикой» (27 апреля 1987)[3]
- Золотая медаль «За вклад в развитие культуры и искусства» (2 марта 1999)[4]

## Избранная фильмография

### Актёр
- 1947 — Капитанская дочка, реж. Марио Камерини — Швабрин
- 1947 — Приключения Пиноккио — молодой рыбак
- 1948 — Таинственный кавалер, реж. Риккардо Фреда — Джакомо Казанова
- 1949 — Горький рис, реж. Джузеппе Де Сантис — Вальтер
- 1953 — Рапсодия, реж. Чарльз Видор — Пауль Бронте
- 1953 — Стеклянная стена, реж. Максвелл Шейн — Питер Кубан
- 1955 — Самая красивая женщина в мире, реж. Роберт З. Леонард — князь Сергей
- 1956 — Война и мир, реж. Кинг Видор — Анатоль Курагин
- 1958 — «Буря[итал.]», реж. Альберто Латтуада — прокурор
- 1958 — Злоумышленники, как всегда, остались неизвестны, реж. Марио Моничелли — Пеппе
- 1959 — Большая война, реж. Марио Моничелли — Джованни Бусакка
- 1960 — Дерзкий налёт неизвестных злоумышленников, реж. Нанни Лой — Пеппе
- 1961 — Страшный суд, реж. Витторио Де Сика — Чимино
- 1962 — Обгон, реж. Дино Ризи — Бруно Кортона
- 1962 — Поход на Рим, реж. Дино Ризи — Доменико Рочетти
- 1963 — Чудовища, реж. Дино Ризи — актёр / полисмен
- 1964 — Гаучо, реж. Дино Ризи — Марко Равиччио
- 1966 — Армия Бранкалеоне, реж. Марио Моничелли — Бранкалеоне да Норция
- 1966 — Девственница для принца, реж. Паскуале Феста Кампаниле — принц Винченцо Гонзага
- 1967 — Семь раз женщина, реж. Витторио Де Сика — Ченчи
- 1969 — Один из тринадцати, реж. Николас Гесснер — Марио Беретти
- 1970 — Бранкалеоне в крестовых походах, реж. Марио Моничелли — Бранкалеоне да Норция
- 1971 — Аудиенция, реж. Марко Феррери — принц Донати
- 1972 — Именем итальянского народа («Полмиллиарда за алиби», реж. Дино Ризи) — Лоренцо Сантеносито
- 1975 — Запах женщины, реж. Дино Ризи — капитан Фаусто Консоло
- 1975 — Мы так любили друг друга, реж. Этторе Скола — Джанни Перего
- 1976 — Пустыня Тартари, реж. Валерио Дзурлини — полковник Джованбатиста Филимор
- 1976 — Потерянная душа, реж. Дино Ризи — Фабио Штольц
- 1976 — Белые телефоны, реж. Дино Ризи — Франко Денца
- 1977 — Новые чудовища, реж. Дино Ризи, Марио Моничелли и Этторе Скола — кардинал / камердинер / муж
- 1978 — Свадьба, реж. Роберт Олтмен — Луиджи Корелли
- 1979 — Терраса, реж. Этторе Скола — Марио
- 1979 — Квинтет, реж. Роберт Олтмен — Кристофер
- 1979 — Дорогой папа, реж. Дино Ризи — Альбино Милоцца
- 1981 — Гостиничный номер, реж. Марио Моничелли — Ачилле Менгарони
- 1982 — Жизнь — это роман, реж. Ален Рене — Вальтер Гуарини
- 1982 — Буря[англ.], реж. Пол Мазурски — Алонцо
- 1983 — Бенвенута, реж. Андре Дельво — Ливио Карпи
- 1985 — Парадигма, реж. Кшиштоф Занусси — Готтфрид
- 1987 — Семья, реж. Этторе Скола — Карло
- 1989 — Забыть Палермо, реж. Франческо Рози — принц
- 1989 — Непорядочный дядя[итал.], реж. Франко Брузати — дядя Лука
- 1990 — Тысяча и одна ночь, реж. Филипп Де Брока — Синдбад
- 1990 — Прошу не беспокоиться (Вальс любви)[итал.] / Tolgo il disturbo (Valse d’amour), реж. Дино Ризи — Аугусто Скрибани
- 1991 — Россини! Россини!, реж. Марио Моничелли — Людвиг ван Бетховен
- 1994 — Авраам / Abraham, реж. Джозеф Сарджент — Фарра
- 1996 — Спящие, реж. Барри Левинсон — Кинг Бенни
- 1998 — Ужин, реж. Этторе Скола — маэстро Пеццулло

### Режиссёр
- 1956 — Кин (совместно с Ф. Рози)
- 1968 — Алиби
- 1972 — Без семьи (по роману Гектора Мало)
- 1983 — От отца к сыну (совместно с Алессандро Гассманом)

## Книги Витторио Гассмана
- 1981 — «Большое будущее за плечами» (Un grande avvenire dietro le spalle, автобиография)
- 1990 — «Записки из-под лестницы» (Memorie del sottoscala, роман)
- 1992 — «Недержание слов» (Mal di parola, сборник рассказов)
- 1992 — «Любовные письма о прекрасном» (Lettere d’amore sulla bellezza)
- 1997 — «Искренняя ложь» (Bugie sincere)